# ديك داستاردلي
ديك داستاردلي (بالإنجليزية: Dick Dastardly)‏ شخصية خيالية كرتونية، في مسلسل الدب يوغي وهو لص برفقته كلبه ماتلي يستخدمون حيلهم الشريرة في محاولة للإيقاع بالدب يوغي واصدقائه لاصطياد الكنز.
شخصية دك داستاردلي مقتبسة عن شخصية العالم فات من الفيلم السينمائي السباق العظيم 1965 الذي قام بدوره الممثل جاك ليمون. فتم إقران داستاردلي وماتلي معًا في سلسلة هانا-بارابيرا في وقت لاحق كأشرار متغطرسين.